# Deltaspis subopaca
Deltaspis subopaca là một loài bọ cánh cứng trong họ Cerambycidae.